# تپه کانی خاران
تپه کانی خاران مربوط به هزاره اول قبل از میلاد است و در شهرستان اشنویه، بخش مرکزی، دهستان اشنویه شمالی، روستای زمه واقع شده و این اثر در تاریخ ۲۸ شهریور ۱۳۸۶ با شمارهٔ ثبت ۱۹۶۰۱ به‌عنوان یکی از آثار ملی ایران به ثبت رسیده است.